# Eran Har Even
Eran Har Even (* 22. April 1983) ist ein israelischer Fusion- und Jazzmusiker (Gitarre, Komposition).

## Leben und Wirken
Even zog zum Studium nach Amsterdam, wo er seitdem lebt. 2012 schloss er sowohl seinen Bachelor- als auch seinen Master-Abschluss am Conservatorium van Amsterdam ab.
Even spielte mit Musikern wie Benny Golson, Terell Stafford, David Friedman, Harmen Fraanje, Joris Roelofs, Gilad Hekselman, Jasper Blom und Theo Loevendie. Gemeinsam mit Sanne Huijbregts veröffentlichte er im Duo SanneEven 2012 das Album Something So Sweet; es folgte das Album What If, das 2018 für einen Edison nominiert wurde.
Even legte mit seinem Trio (aus Tobias Nijboer und Jaime Peet) und Gästen die EP Laws of Gravity vor. Sein Album World Citizen (2020) spielte er im Quartett mit Xavi Torres am Piano, Haggai Cohen-Milo am Bass und Ivars Arutyunya am Schlagzeug sowie Gästen ein. Mit dem Saxophonisten Maayan Smith, dem Bassisten Boris Schmidt und Schlagzeuger Niels Engel bildete er das kollaborative Quartett Beam, das das Album Flight Dream veröffentlichte. Mit Itai Weismann leitete er das Neo-Fusion-Quartett Little Known Facts, das das Album In Search of the New Temple vorlegte. Überdies tritt er im Duo mit der Sängerin Claire Parsons auf und ist an deren Album  In Geometry beteiligt. Weiterhin ist er auf Alben von Susanne Alt, Philippe Lemm (Sintra), Pol Belardi (Urban Voyage), Sietske (Leaving Traces), Henk Kraaijveld (Passengers) und Eyal Lovett (Beyond Good and Evil) zu hören.
Am Konservatorium von Amsterdam unterrichtet er Gehörbildung, Theorie, Gitarre und Ensemblebildung.